# ロジャー・スクルートン
ロジャー・ヴァーノン・スクルートン卿（Sir Roger Vernon Scruton、1944年2月27日 - 2020年1月12日）は、イギリスの哲学者、美学者、作曲家、保守思想家。ロンドン大学バークベック・カレッジ教授。
美学ではモダニズム建築、近現代音楽の批判を行った。政治哲学においては、極めて英国的な独自の保守主義を展開し、社会主義や共産主義だけでなく新自由主義をも批判した。

## 経歴
イングランド・リンカンシャー出身。
1973年、 学位論文「芸術と想像力――心の哲学の一論考（Art and imagination, a study in the philosophy of mind）」によりケンブリッジ大学ジーザスカレッジPh.D.。指導教員はエリザベス・アンスコム（Elizabeth Anscombe）。後に学位論文は「芸術と想像力（Art and imagination）」の題で処女作として出版される。

## 思想

### 美学
ポール・ガイヤー（Paul Guyer）は、自著『A History of Modern Aesthetics: The Twentieth Century』の中で、「ウォルハイム（Richard Wollheim）以降、最も重要なイギリスの美学者はロジャー・スクルートンである」と述べている。スクルートンは分析哲学者として訓練を受けたが、他の哲学の学統にも惹かれた。2012年には「私は、哲学が芸術や文学から離れてさまようとき、すぐにその痩せこけた枯れた表情に心を打たれ続ける（"I remain struck by the thin and withered countenance that philosophy quickly assumes"）」と記している。スクルートンは、生涯を通じて美学を専門とした。1971年から1992年までバークベック・カレッジで美学を講じた。スクルートンの博士論文は、彼の最初の著書『芸術と想像力』（1974年）の基礎となり、その中で「美的関心を他の類と区別するものは、それ自体のために何かを鑑賞することを含んでいるということである（"what demarcates aesthetic interest from other sorts is that it involves the appreciation of something for its own sake"）」と論じた。その後、『建築の美学（The Aesthetics of Architecture）』（1979年）、『美的理解（Aesthetic Understanding ）』（1983年）、『音楽の美学（The Aesthetics of Music）』（1997年）、『美（ Beauty ）』（2010年）を出版している。2008年にはダラム大学で2日間の会議が開かれ、美学におけるスクルートンの影響が評価された。2012年にはアンディ・ハミルトン（Andy Hamilton）とニック・ザングウィル（Nick Zangwill）の編集によるエッセイ集『スクルートンの美学』がパルグレイブ・マクミラン（Palgrave Macmillan）から出版された。
2009年3月に行われたインテリジェンス・スクウェアード（Intelligence Squared）の討論会で、（歴史家のデイヴィッド・スターキーに次いで）スクルートンはボッティチェリの『ヴィーナスの誕生』とスーパーモデルのケイト・モスの写真を並べて、「英国は美に無関心になった」という動議を提出した。その後、BBC Twoのドキュメンタリー番組『Why Beauty Matters』を執筆・発表し、芸術、建築、音楽において美が伝統的な地位に回復されるべきであると主張した。スクルートンは「視聴者から500通以上の電子メールが届き、1通を除いてすべて『誰かが言うべきことを言ってくれてありがとう』と言ってくれた」と記している。2018年、彼は神への信仰がより美しい建築を生み出すと主張し、「ヴェネツィアを訪れて、この美的努力の豊饒な花は信仰に根ざし、悔悛の涙によって水を与えられたことを、誰が疑うことができようか。もし我々が今日、身を落ち着けたいのであれば、ヴェネツィアの教訓に耳を傾けるべきだろう。なぜなら、それによって、我々は共同体に真実の根を下ろすことになるからである（"Who can doubt, on visiting Venice, that this abundant flower of aesthetic endeavor was rooted in faith and watered by penitential tears? Surely, if we want to build settlements today we should heed the lesson of Venice. We should begin always with an act of consecration, since we thereby put down the real roots of a community"）」と述べた。

### 君主制
立憲君主制を支持し、君主制を「政治の上の光であり、より穏やかで高貴な領域から人間の喧騒を照らし出すもの（"the light above politics, which shines down on the human bustle from a calmer and more exalted sphere"）」と述べている。1991年の『ロサンゼルス・タイムズ』のコラムでは、王政が中欧の平和に貢献し、「その喪失が70年にわたる大陸での対立を引き起こした（"the loss of it that precipitated 70 years of conflict on the Continent"）」と論じている。

## JTとの関係
スクルートンは2002年までに、WHOの反たばこキャンペーンを批判し、それらの予算をワクチン接種やエイズ撲滅にまわすべきなどと主張する文章を、有名新聞紙や学会誌に投稿していた。しかし、実は日本たばこ産業（JT）から資金援助を受けていたことが、2002年初頭にGuardian紙に暴露された。
この記事によると、スクルートンはJTあての極秘メール内で、タバコ会社の「現在最大の懸念」に対して、『ウォールストリート・ジャーナル』（WSJ）、『タイムズ、デイリー・テレグラフ』、『スペクテイター』、『フィナンシャル・タイムズ』（FT）、『エコノミスト』、『インディペンデント』、『ニュー・ステイツマン』などの新聞、雑誌への寄稿したことの見返りとして、月間4500ポンドの謝礼を1000ポンド増額するよう依頼した。この告発を受けてFTは、スクルートンが毎週連載していたコラム"This Land"の掲載を中止し、WSJもスクルートンとの契約を打ち切った。
同じメールで、スクルートンは「WHOの信頼性を失わせるような記事をメディアに載せるべきだ」「たばこ規制がまだ甘い発展途上国の政府高官にJTの職員を接触させるべきだ」「マクドナルドの製品の方が健康に悪いと印象づけるべきだ」「JT社員が喫煙について非難されたときに、自信をもって対応できるような内部資料を作成すべきだ」などの助言をJTに対して与えていた。

## 著作
ノンフィクション
- Art And Imagination (1974).
- The Aesthetics Of Architecture (1979).
- The Meaning Of Conservatism (1980).
- The Politics Of Culture and Other Essays (1981).
- A Short History of Modern Philosophy (1982).
- A Dictionary Of Political Thought (1982).
- The Aesthetic Understanding (1983).
- Kant (1983).
- Untimely Tracts (1985).
- Thinkers Of The New Left (1986).
- Sexual Desire: A Moral Philosophy of the Erotic (1986).
- Spinoza (1987).
- A Land Held Hostage: Lebanon and the West (1987).
- The Philosopher On Dover Beach and Other Essays (1989).
- Conservative Texts (1992).
- Modern Philosophy (1994).
- The Classical Vernacular: architectural principles in an age of nihilism (1995).
- Animal Rights and Wrongs (1996).
- An Intelligent Person's Guide To Philosophy (1996); republished in 2005 as Philosophy: Principles and Problems.
- The Aesthetics Of Music (1997).
- An Intelligent Person's Guide to Modern Culture (1998).
- On Hunting (1998).
- Spinoza (1998).
- England: An Elegy (2001).
- The West and the Rest: Globalisation and the terrorist threat (2002).
- Death-Devoted Heart: Sex and the Sacred in Wagner's Tristan und Isolde (2004).
- News From Somewhere: On Settling (2004).
- The Need for Nations (2004).
- Gentle Regrets: Thoughts from a Life (2005).
- Animal Rights and Wrongs (2006).
- A Political Philosophy: Arguments for Conservatism (2006).
- Immigration, Multiculturalism and the Need to Defend the Nation State (2006).
- Culture Counts: Faith and Feeling in a World Besieged (2007).
- Beauty (2009).
- I Drink Therefore I am: A Philosopher's Guide to Wine (2009).
- Understanding Music (2009).
- The Uses of Pessimism: And the Danger of False Hope (2010).
- How to Think Seriously about the Planet: The Case for an Environmental Conservatism (2012).
- The Face of God: The Gifford Lectures (2012).
- Our Church: A Personal History of the Church of England (2012).
- The Soul of the World (2014).
- How to be a conservative (2014)

フィクション
- Fortnight's Anger: a novel (1981).
- Francesca: a novel (1991).
- A Dove Descending and Other Stories (1991).
- Xanthippic Dialogues (1993).
- Perictione in Colophon (2000).
- Notes from Underground (2014)

オペラ
- The Minister (1994).
- Violet (2005).

テレビ脚本
- Why Beauty Matters (BBC 2009).